# جوليان فينتر
جوليان فينتر (بالإنجليزية: Julian Winter)‏ (6 سبتمبر 1965 في المملكة المتحدة - ) هو لاعب كرة قدم بريطاني في مركز الوسط. لعب مع سكونثورب يونايتد وشيفيلد يونايتد وهدرسفيلد تاون.